# Carol Chomsky
Pour les articles homonymes, voir Chomsky.
Carol Chomsky, née le 1er juillet 1930 et morte le 19 décembre 2008, est une linguiste et pédagogue américaine, spécialiste de l'acquisition du langage chez l'enfant.

## Biographie et carrière
Chomsky naît à Philadelphie le 1er juillet 1930 sous le nom de Carol Doris Schatz. En 1949, elle épouse Noam Chomsky, qu'elle connaît depuis l'âge de cinq ans. La mère de Carol est alors professeure dans une école hébraïque dont le père de Noam est le directeur. Carol obtient un baccalauréat universitaire de français à l'université de Pennsylvanie en 1951.
Le couple part vivre à HaZore'a, un kibboutz israélien. Malgré son envie de devenir mécanicienne ou conductrice de tracteurs, Carol est confrontée au contexte social du pays : à cette époque, en 1953, « le kibboutz n'était pas vraiment prêt à cela. C'était bien avant l'émergence des premières consciences en faveur du droit des femmes », rapporte Judith Chomsky (en), l'épouse du petit frère de Noam.
Carol commence ses études à l'université Harvard, voulant assurer sa réussite dans le cas où son mari serait emprisonné pour son opposition active à la guerre du Vietnam. Elle y obtient un doctorat de linguistique en 1968.
L'ouvrage le plus connu de Carol Chomsky est The Acquisition of Syntax in Children From 5 to 10 (« L'acquisition de la syntaxe chez l'enfant de 5 à 10 ans »), paru en 1969, dans lequel elle détaille la façon dont les enfants développent une compréhension de la structure grammaticale sous-jacente à leur langue maternelle, qu'ils vont utiliser pour interpréter des structures langagières d'une complexité grandissante avec l'âge. Bien que les scientifiques de l'époque affirment que les enfants acquièrent une compréhension complète de la syntaxe vers l'âge de cinq ans, les travaux de Chomsky montrent que l'enfant poursuit le développement des capacités nécessaires à la compréhension de structures langagières complexes au-delà de cet âge.
Dans le cadre de ses travaux sur le développement des capacités de lecture chez l'enfant, elle élabore dans les années 1970 la méthode de la lecture répétitive, au cours de laquelle un enfant lit silencieusement un texte pendant l'audition d'un enregistrement audio de ce même texte. Le processus est répété jusqu'à ce que l'enfant puisse lire fluidement le texte sans avoir besoin de l'enregistrement. Des recherches ont montré que quatre lectures accompagnées d'un enregistrement audio seraient suffisantes pour fournir une fluidité supplémentaire dans la lecture chez la plupart des enfants. Sur plus de 100 études effectuées avec cette technique, la plupart ont présenté des améliorations significatives dans la vitesse de lecture et dans la reconnaissance des mots chez les enfants.
Carol Chomsky enseigne à la Harvard Graduate School of Education (en) de 1972 à 1997. Elle meurt des suites d'un cancer le 19 décembre 2008 à son domicile de Lexington, au Massachusetts, à l'âge de 78 ans.